# 잔잔한 내일로부터의 등장인물
다음은 《잔잔한 내일로부터》(일본어: 凪のあすから 나기노 아스카라[*])의 등장인물 목록이다.

## 주요 인물

### 시오시시오
시오시시오(일본어: 汐鹿生)는 에나를 가진 사람들의 바다 마을이다.
사키시마 히카리(先島 光)
성우 - 하나에 나츠키, 한 메구미
본 작품의 주인공. 쾌활하고 상냥하지만 말을 험하게 하는 성격이라 줄곧 오해받곤 한다. 자존심 때문인지 자신이나 타인에게, 특히 마나카에게 솔직하지 못하는 모습을 보이곤 한다. 하지만 어린 시절부터 마나카를 좋아했기 때문에, 마나카의 일이라면 언제든 도와주곤 한다. 키하라 츠무구에게 마나카에 대한 라이벌 의식을 느끼기 때문에 츠무구를 경계한다.
5년간의 동면 이후, 주위의 변화에도 의연한 모습을 보이는 등 어른스러운 면을 보여주기도 한다.
무카이도 마나카(向井戸 まなか)
성우 - 하나자와 카나
밝고 쾌활하지만, 우유부단한 면모를 보이는 소녀. 히카리와는 어릴 때부터 소꿉친구이다. 주위 사람에게 도움을 받는 일이 많다. 배끌기 의식 중 휩쓸려 실종되고, 5년 후 신의 묘지에서 동면하고 있는 모습으로 발견되었다.
히카리를 좋아하지만, 히카리의 행동에 감정을 표현하지 못하고 고민하는 모습을 많이 보여준다.
히라다이라 치사키(比良平 ちさき)
성우 - 카야노 아이
바다 마을의 네 아이 중 어른스러운 소녀. 마나카의의 소꿉친구지만 그보다는 언니나 보호자 같은 인물이다.
히카리를 좋아하면서도 바다마을의 아이의 관계가 틀어질 것을 염려해서 그 마음을 표현하지 못한다. 동면으로 홀로 남게 되자 츠무구의 집에 신세를 지게 되고 그 과정에서 츠무구와 사랑에 빠지지만, 과거의 감정과 현재의 마음 사이에서 방황하게 된다.
이사키 카나메(伊佐木 要)
성우 - 오사카 료타
언제나 히카리와 친구들을 멀리서 바라만 본다. 치사키에게 연심을 가지면서도, 눈치가 빠르고 어른스러운 성격 탓에 세 사람의 관계를 알게 되어 마나카를 방관자로서 바라본다. 후에 사유에게 고백 받지만, 치사키를 포기하지 않는다. 하지만 후에 사유와 이루어질 것이 암시되어 있다.
히카리와 마찬가지로, 배끌기 의식 중 소용돌이에 휩쓸려 동면했다가 5년 후 히카리보다 늦게 깨어났다.
사키시마 아카리(先島 あかり)
성우 - 나즈카 카오리
히카리의 누나. 미우나의 아버지인 이타루와 사랑에 빠지게 되지만, 가정과 시오시시오 마을의 반대에 부딛혀 시오시시오를 나와 육지에서 생활하게 된다.
후일 이타루와 결혼하면서 2부부터는 시오도메 아카리(潮留あかり)로 이름이 바뀐다.
사키시마 토모루(先島 灯)
성우 - 아마다 마스
히카리와 아카리의 아버지. 무뚝뚝하고 요리를 못한다. 시오시시오에서 5년 간 동면을 취했다.
비늘 님(うろこ様)
성우 - 토리우미 코스케
시오시시오의 수호신. 해신의 비늘이라 자칭한다. 작중 마나카와 츠무구에게 신체가 물고기로 변하는 저주를 내린다.

### 오시오오시
오시오오시(일본어: 鷲大師)는 지상의 마을이다.
키하라 츠무구(木原 紡)
성우 - 이시카와 카이토
육지 태생의 소년으로, 미하마 중학교에서 히카리 일행과 처음 만나게 되었다. 할아버지의 영향 때문인지 원래 바다의 세계에 관심을 가지고 있으며, 바다에서 온 히카리와 그 친구들을 만난 후 그들에게도 많은 관심을 가지게 된다.
본래 과묵하고 차분한 성격의 소유자. 시오시시오 친구들의 동면 이후, 홀로 남은 치사키와 같이 살게 되고, 극 후반부에는 치사키에게 너는 나를 사랑한다는 투의 고백을 하면서 약간 뻔뻔스럽지만 적극적인 면모도 보여준다.
시오도메 미우나(潮留 美海)
성우 - 코마츠 미카코
어머니 미오리가 시오시시오, 아버지 이타루가 육지 마을인 오시오오시 사람인 혼혈. 어린 시절 어머니 미오리를 잃고 자신을 아껴주는 아카리를 따르곤 했지만 후일 아카리가 이타루와 재혼할 것임을 알게 되자 아카리를 "그 여자(あの女 아노온나[*])"라 부르며 적대시한다. 시간이 흐르고 아카리의 진심을 알게 되면서 아카리를 자신의 엄마로서 인정한다.
초등학교 3학년 시절 자신을 구해준 아카리에게 이성으로서 호감을 느끼지만, 나이 차와 가족으로서의 관계, 결정적으로 에나의 차이에 있어서 한계를 느낀다. 그로부터 히카리가 5년 후 동면에서 깨어나면서 나이가 같아진 점, 그리고 일본의 친족의 결혼 조건을 알게 되고, 에나까지 얻게 되면서 다시금 히카리에게 사랑을 느끼지만, 마나카의 생각 역시 알게 되면서 자신의 마음을 접어둔다.
히사네마 사유(久沼 さゆ)
성우 - 이시하라 카오리
미우나의 베스트프렌드. 히카리와 마찬가지로 건방진 면이 있는 데다 입이 험하지만, 하는 행동은 많이 어리다.
카나메를 좋아하게 되지만, 자신을 어린 애로만 보는 카나메의 행동 때문에 다가가지 못한다. 카나메가 실종되자 카나메를 잊기로 결심하지만, 동면에서 깬 카나메와의 재회 이후 치사키에게 열심인 카나메에게 사랑을 고백하게 된다.
키하라 이사무(木原 勇)
성우 - 키요카와 모토무
츠무구의 조부. 눈동자의 색깔이 푸른 빛을 띄며, 에나를 가지고 있는 것으로 보아, 본래 시오시시오 사람 내지 혼혈임을 암시하고 있다.
시오도메 이타루(潮留 至)
성우 - 마지마 쥰지
미우나의 아버지이자 아카리의 남편. 아내였던 미오리와 사별하고 미우나와 단 둘이서 생활하다 아카리와 사랑에 빠져 재혼한다.
시오도메 아키라(潮留 晃)
성우 - 이시가미 시즈카
아카리와 이타루 사이에서 태어난 아들. 주위 사람들에게 똥침을 놓는 등 난해하고 폭력적인 성격이지만, 미우나를 좋아하며 따른다.

## 단역
사야마 슌(狭山 旬)
성우 - 마츠오카 요시츠구
미하마 중학교에서 시오시시오 아이들과 츠무구의 같은 반 친구. 5년 후 어른이 된 후에는 트럭을 몰며 가게를 도운다.
에가와 타카시(江川 岳)
성우 - 카와니시 켄고
미하마 중학교에서 시오시시오 아이들과 츠무구의 같은 반 친구. 처음 바다 아이들과 만났을 때에는 괴롭히고 차별하는 등 시오시시오의 사람들을 싫어했지만, 이후 좋은 친구로서 활약한다.
시오도메 미오리(潮留 みをり)
성우 - 엔도 아야
작중 사망한 이타루의 전처이자 미우나의 생모. 시오시시오 태생으로, 생전 아카리와도 친했다고 한다.
미하시 사토루(三橋 悟)
성우 - 카와다 신지
츠무구가 다니는 대학교의 지도 교수.
여사님(おじょし様)
성우 - 하야미 사오리
담임 선생님(担任の先生)
성우 - 사이토 히로노리
미하마 중학교의 히카리의 담임 선생님. 배끌기 의식 이후 사유와 미우나의 담임이기도 하다.
아키요시 카오루(秋吉 香)
성우 - 쿠보 유리카
미하마 중학교의 여자 동급생.
아사히 히바나(旭 火華)
성우 - 우치다 유마
미하마 중학교의 여자 동급생.
니무라 카즈야(新村 和也)
성우 - 무라타 타이시
미하마 중학교의 남자 동급생.
난부 야스히로(南部 泰啓)
성우 - 야마시타 다이키
미하마 중학교의 남자 동급생.
기요키바 우이(清木 憂)
성우 - 하야마 이쿠미
우키타 사나에(浮田 沙苗)
성우 - 타나베 루이
미하마 중학교의 여자 동급생.
야나기 나카야(柳 那茅)
성우 - 야마자키 하루카
미하마 중학교의 여자 동급생. 1부에서 에가와와 서로 좋아하던 사이.
나가타 마치코(長田 町子)
성우 - 나카무라 사아야
미하마 중학교의 여학생.
야마자키 마나(山咲 麻奈)
성우 - 쿠도 하루카
지상마을의 여학생.
마사키 치하루(政木 千春)
성우 - 이다 유코
무라 리에코(村 里絵子)
성우 - 모라즈키 레이
시카모토 카즈요(鹿元 和代)
성우 - 스즈키 에리
카몬 요코(嘉門 葉子
성우 - 한 메구미
미하마 중학교 2학년 A반 여학생.
야마시타 마사미(山下 雅美)
성우 - 시모지 시노
마나카의 엄마(まなかの母)
성우 - 오오하라 사야카
마나카의 아빠(まなかの父)
성우 - 콘도 타카유키
치사키의 엄마(ちさきの母)
성우 - 오오우라 후유카
치사키의 아빠(ちさきの父)
성우 - 마츠모토 시노부
사유의 엄마(さゆの母)
성우 - 무라나카 토모
츠무구의 엄마(紡の母)
성우 - 키무라 아키코

## 같이 보기
- 잔잔한 내일로부터
- 잔잔한 내일로부터의 방영 목록